# Siete Especies

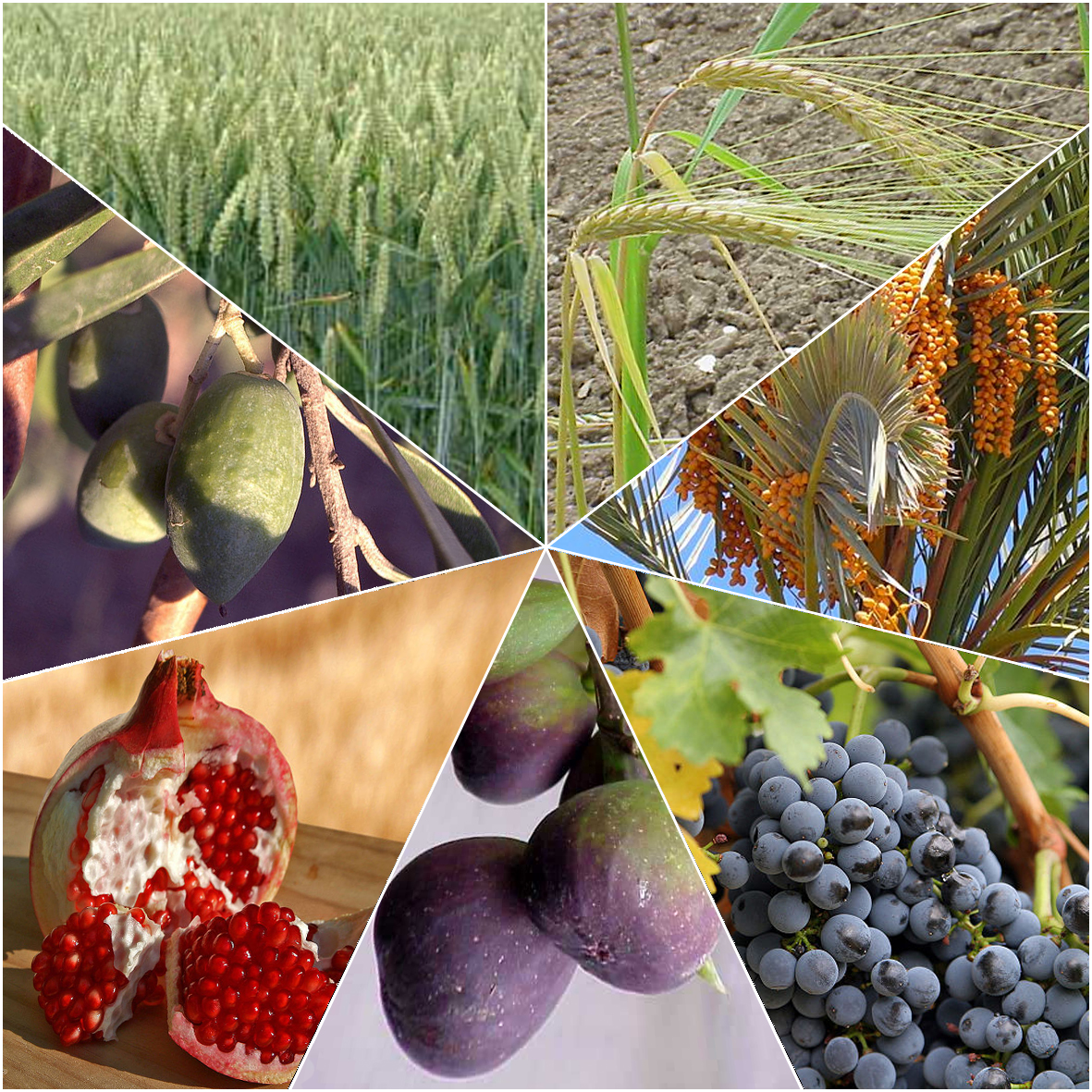
Las Siete Especies de la Tierra de Israel. Desde la esquina superior izquierda y en el sentido de las manecillas del reloj: trigo, cebada, dátil, uva, higo, granada y oliva.

Las Siete Especies ( en hebreo: שבעת המינים, Shiv'at HaMinim) son siete productos agrícolas que se mencionan en la Biblia hebrea como productos especiales de la Tierra de Israel.
Dichos productos son: trigo, cebada, uva, higo, granada, oliva y dátil (Deuteronomio 8:8).

## Historia

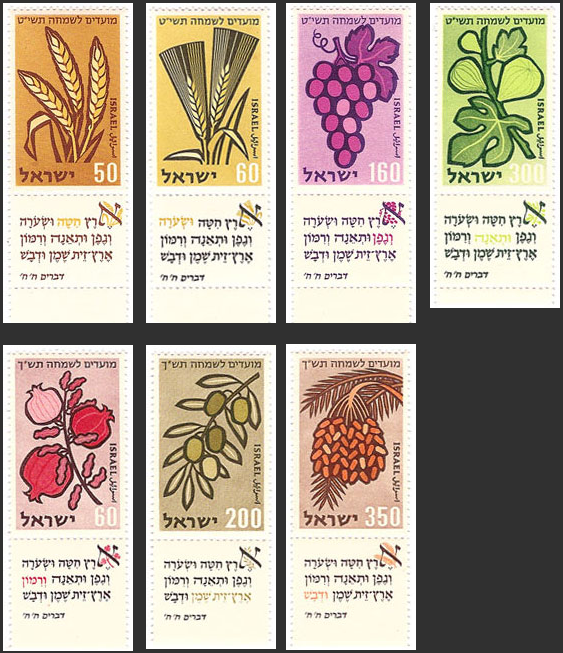
Las Siete Especies con versículos bíblicos asociados a ellas, mostradas en una serie de estampillas israelíes de 1958

Las Siete Especies han desempeñado un papel importante en la comida de los israelitas (posteriormente judíos) en la Tierra de Israel y las tradiciones religiosas del Judaísmo.
Muchas referencias a estos alimentos básicos se pueden encontrar en la Biblia. El Mishná afirma que sólo los primeros frutos de las Siete Especies podrían ser llevados al Templo de Jerusalén como ofrendas. Los campos de trigo, los viñedos y los olivares siguen siendo una característica destacada del paisaje israelí en la actualidad. Higos, aceitunas, granadas y dátiles son ingredientes comunes en la gastronomía israelí.

## Importancia moderna
Las siete especies se comen tradicionalmente en Tu Bishvat según el judaísmo (el "Año Nuevo de los árboles" ), en Sukkot (la "Festividad de las cabañas"), y en Shavuot (la "Festividad de la entrega de la Torá"). En la Halajá (ley judía), se consideran más importantes que otras frutas, y una bendición especial (conocida como berajá) se recita después de comerlas. Además, la bendición antes de comerlos precede a los de otros alimentos, excepto por el pan. Las siete especies son ingredientes importantes en la cocina israelí de la actualidad.